# Laena schuelkei
Laena schuelkei – gatunek chrząszcza z rodziny czarnuchowatych i podrodziny omiękowatych.
Gatunek ten został opisany w 2001 roku przez Wolfganga Schawallera. Miejscem typowym jest przełęcz w Erlang Shan. Epitet gatunkowy nadano na cześć Michaela Schülke.
Chrząszcz o ciele długości 7,1 mm. Przedplecze ma matowe, na przedniej krawędzi mniej więcej tak szerokie jak na tylnej, o brzegach bocznych nieobrzeżonych, brzegu tylnym nieobrzeżonym i niezagiętym w dół; jego powierzchnia szagrynowana, z trzema wgłębieniami (poza wgłębieniami lekko wypukła) i pokryta grubymi, w większości opatrzonymi krótkimi szczecinkami punktami oddalonymi od siebie o 0,5–3 średnice. Na matowych pokrywach brak rowków, tylko ułożone w rzędy punkty, większe do tych na przedpleczu i w większości opatrzone krótkimi szczecinkami. Na międzyrzędach punkty drobne, mniejsze niż rzędach, opatrzone bardzo krótkimi szczecinkami. Siódmy międzyrząd u kilowato wyniesiony na całej długości. Odnóża obu płci o bezzębych udach. Samiec ma łopatowate apicale edeagusa.
Owad endemiczny dla Chin, znany tylko z Syczuanu.